# Castilleja angustifolia
Castilleja angustifolia là loài thực vật có hoa thuộc họ Cỏ chổi. Loài này được (Nutt.) G.Don mô tả khoa học đầu tiên năm 1837.

## Hình ảnh

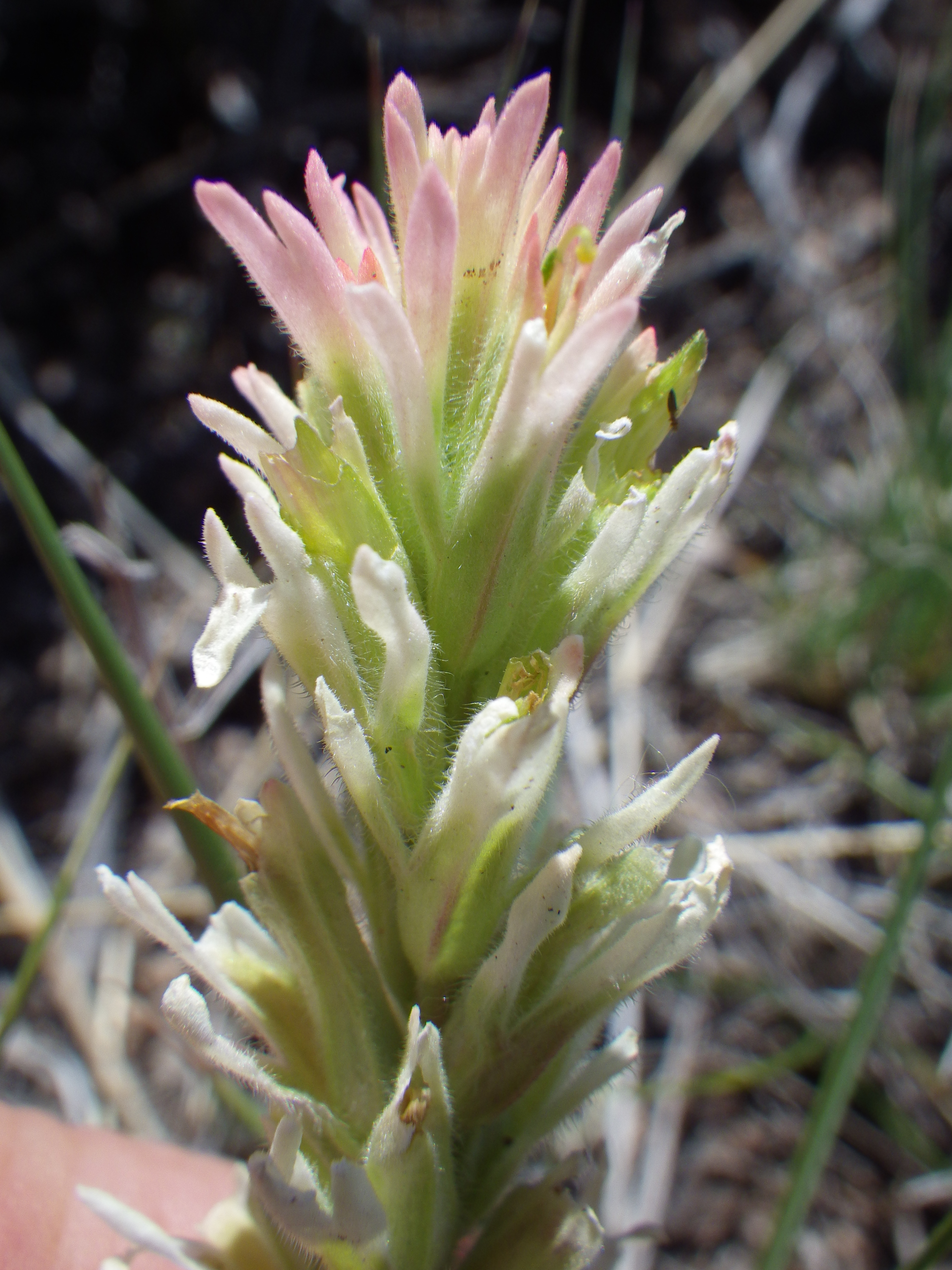
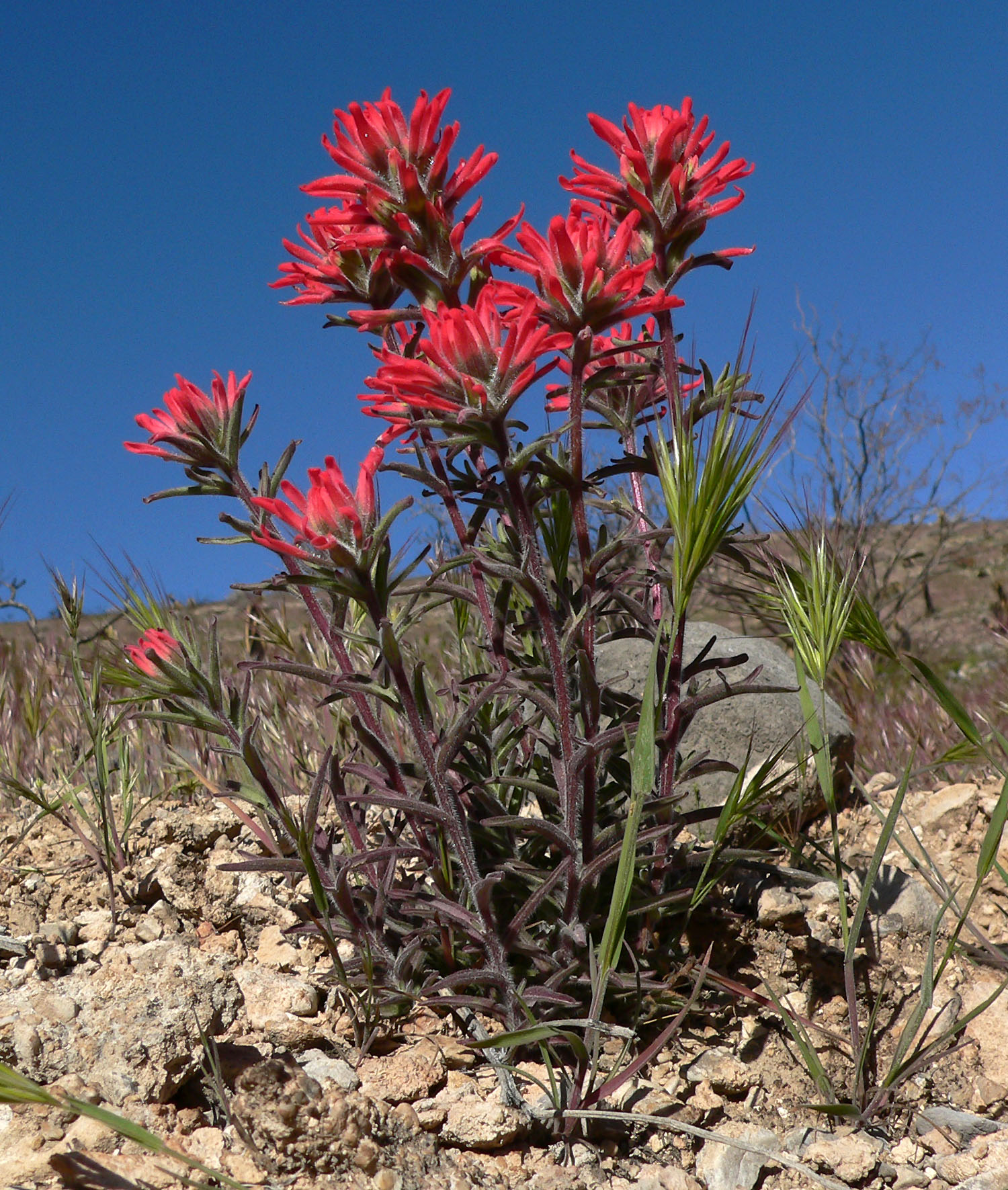
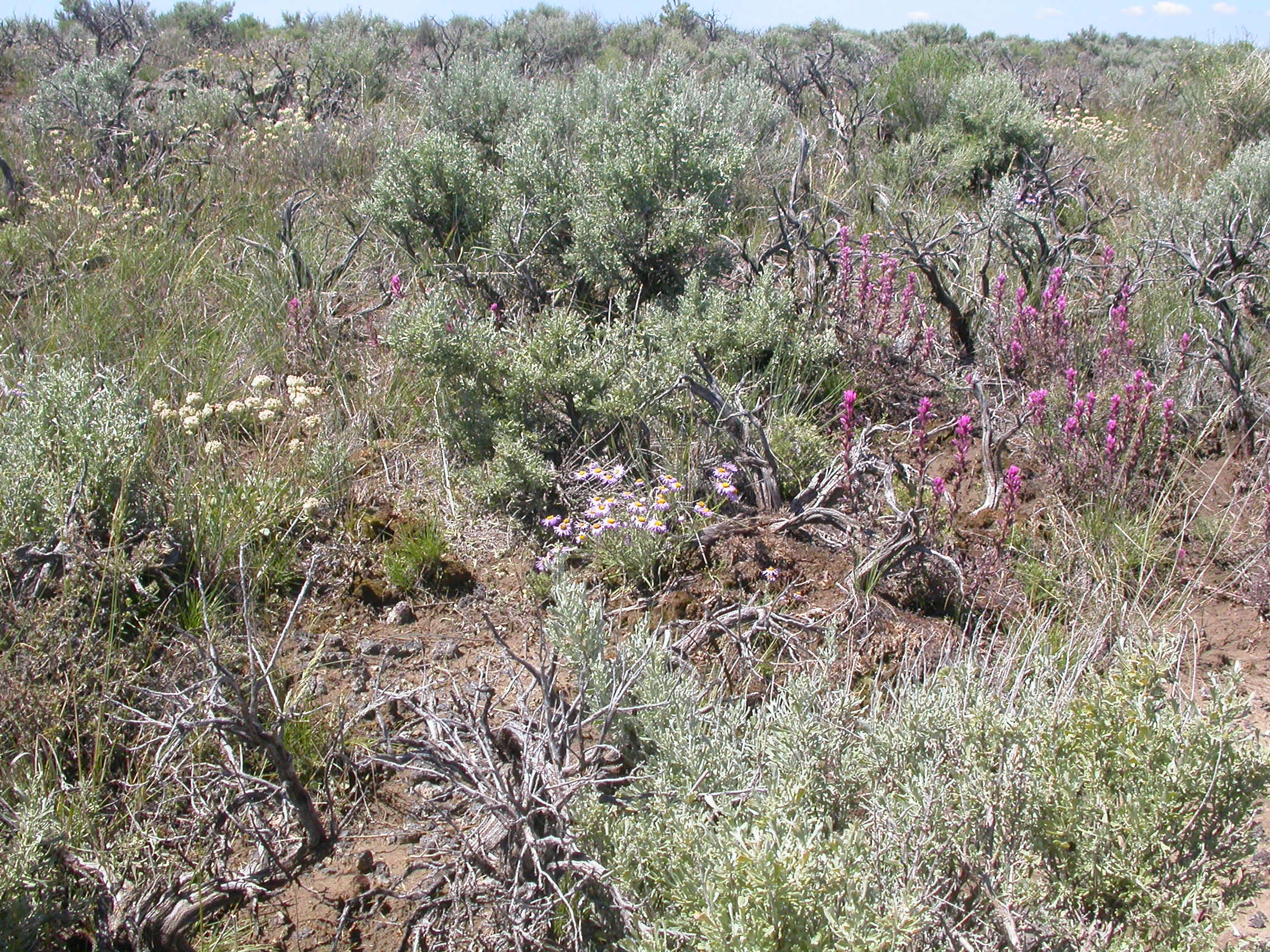
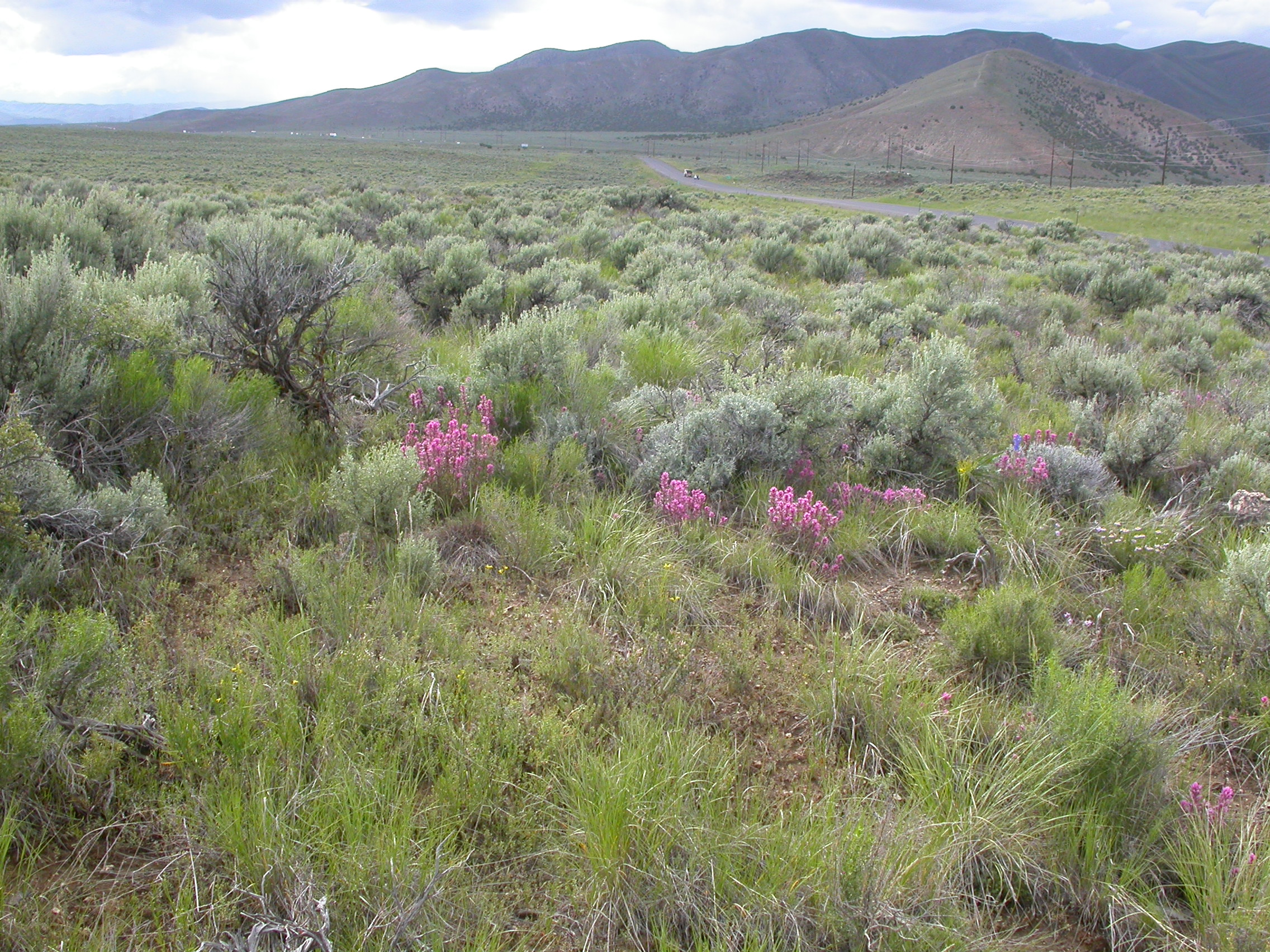